# ساموئل راوسون گاردینر

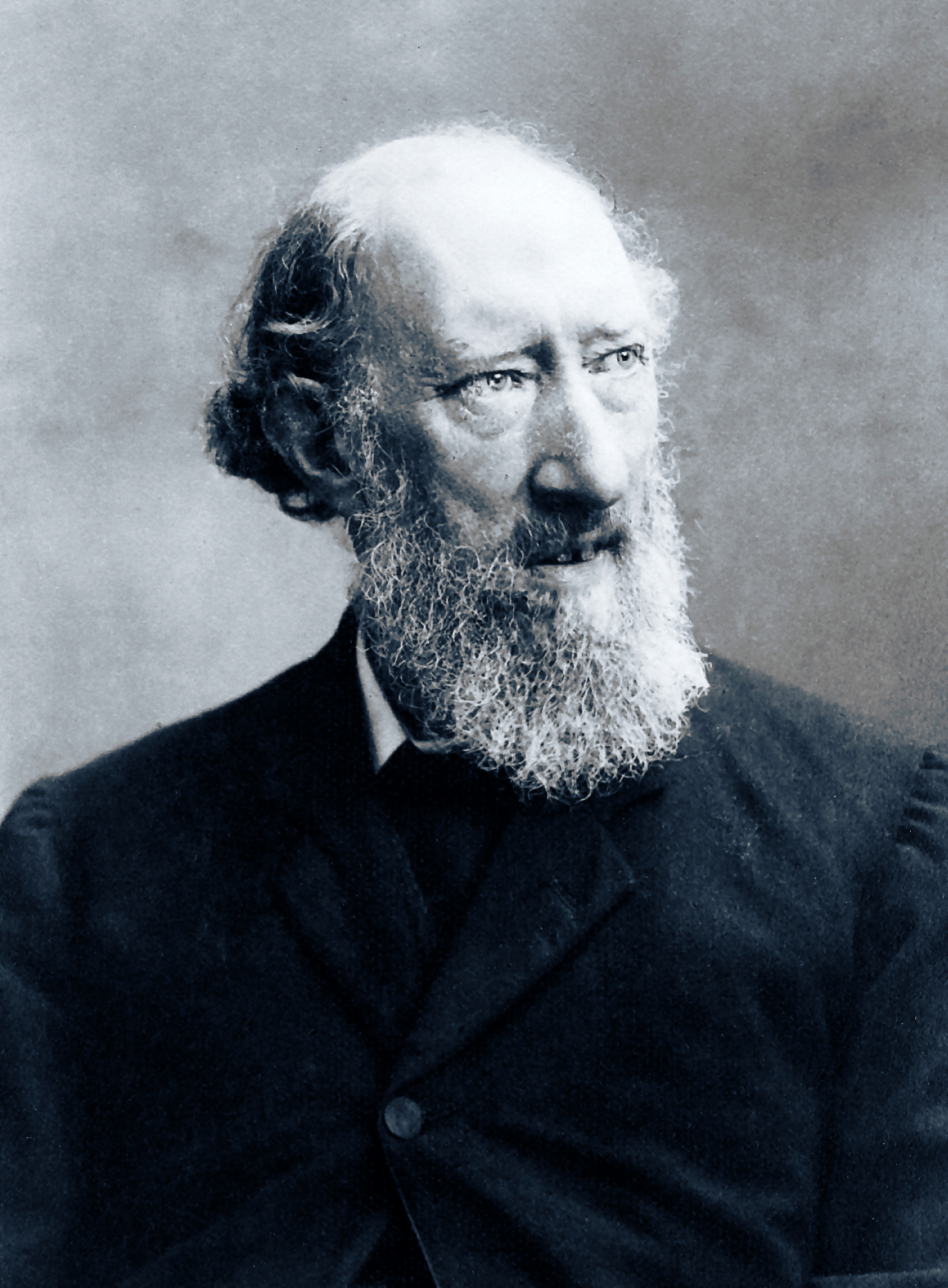

 ساموئل راوسون گاردینر (انگلیسی: Samuel Rawson Gardiner؛ ۴ مارس ۱۸۲۹ – ۲۴ فوریهٔ ۱۹۰۲)، یک تاریخ‌نگار انگلیسی سده ۱۹ میلادی بود.